# Mitologia grecka
Mitologia grecka – zbiór mitów przekazywanych przez starożytną grecką tradycję opowieści o bogach i herosach, wyjaśniających miejsce człowieka w świecie, oraz samo funkcjonowanie świata, jego stworzenie i historię. Z mitologii czerpano wiedzę na temat świata i rozwijano na tej podstawie normy etyczne wyznaczające miejsce człowieka w ustalonym porządku świata. Wiedza płynąca z mitów nie stanowiła jednak nigdy „prawdy objawionej” i otwarta była na dyskurs, polemikę i krytykę. Sama zaś starożytna religia grecka, chociaż nie sposób o niej mówić w oderwaniu od mitologii będącej jej elementarną częścią składową, opierała się w znacznym stopniu na ortopraksji (jedności praktyk religijnych), nie zaś na ortodoksji (jedności poglądów).
Najstarszymi źródłami wiedzy o mitologii greckiej są dzieła Homera i Hezjoda. Mitologia stymulowała twórczość artystyczną do tego stopnia, że ciągle pojawiały się nowe wątki, odzwierciedlające relacje zachodzące między człowiekiem i bogami; służyły one głównie do określenia granic, których śmiertelnikom nie było wolno przekraczać.
Mitologia grecka, poprzez mitologię rzymską, która z niej wiele zaczerpnęła, weszła do dziedzictwa kultury europejskiej i jest w dalszym ciągu obecna w różnych przejawach życia społecznego. Czerpią z niej np. New Age, astrologia, horoskopy, kult i współczesne religijne ruchy rekonstrukcjonistyczne. Współcześnie religię grecką próbuje wskrzesić hellenizm.

## Znaczenie i źródła mitologii greckiej

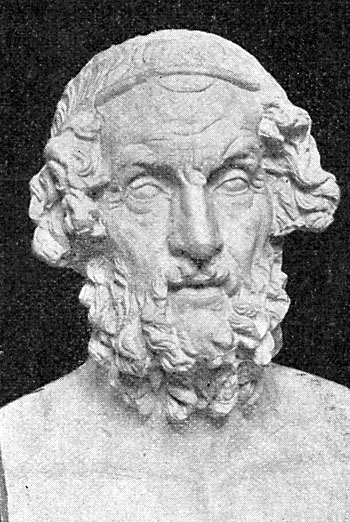
Homer – niewidomy aojda, autor eposów Iliada i Odyseja

Istnieje wiele materiałów źródłowych umożliwiających poznanie mitologii greckiej:
1. poezja okresu archaicznego i klasycznego tworzona przede wszystkim na użytek uświetnienia uroczystości religijnych lub uczt arystokratów. Należą do niej:
  - Iliada i Odyseja Homera, a także Hymny homeryckie
  - Theogonia Hezjoda
  - dramaty Ajschylosa, Sofoklesa, Eurypidesa i Arystofanesa
  - liryka chóralna Pindara i Bakchylidesa
2. prace historyków (np. Herodota, Diodora Sycylijskiego) i geografów (np. Pauzaniasza, Strabona), którzy w trakcie swoich podróży spisywali zasłyszane opowiadania i historie.
3. traktaty mitografów próbujących w sposób naukowy opisać i pogodzić ze sobą często sprzeczne poetyckie wersje mitów. Jako przykład może posłużyć dzieło Apollodorosa z Aten, Bibliotheke.
4. poezja hellenistyczna oraz rzymska pozbawiona znaczenia religijnego, mająca charakter czysto literacki, zawierająca jednak wiele istotnych informacji. Do tej kategorii zaliczają się:
  - poeci hellenistyczni Apollonios z Rodos, Kallimach
  - poeci rzymscy Hyginus, Owidiusz, Stacjusz, Waleriusz Flakkus, Wergiliusz
  - późnoantyczni poeci greccy Nonnos, Kwintus ze Smyrny
5. powieści Apulejusza, Gajusza Petroniusza i Heliodora z Emesy

## Mity greckie
Mity greckie są niezwykle zróżnicowane i urozmaicone. Opisano tam historie od potwornych morderstw wczesnych bogów, krwawej wojny tebańskiej i trojańskiej, poprzez młodzieńcze wybryki Hermesa, aż do poruszającego żalu Demeter po stracie Persefony. Niezliczony jest również zastęp bogów, bóstw, herosów, potworów, demonów, nimf, satyrów i centaurów wypełniający świat mitów.
Sprzeczności w materiałach źródłowych wykluczają możliwość bezspornego ustalenia czasu wydarzeń w nich opisanych, jednakże mity posiadają pewną chronologię, która pozwala wyróżnić następujące po sobie okresy:
1. okres panowania bogów;
2. okres bliskiego współistnienia bogów i ludzi
3. okres herosów, kiedy działalność bogów ulega ograniczeniu.

Chociaż okres, w którym bogowie niepodzielnie panowali na ziemi, wydaje się najbardziej interesujący dla współczesnego badacza mitów greckich, dla starożytnych Greków bardziej zajmujący był okres herosów. Świadczyć o tym może mnogość utworów opisujących losy półbogów – Iliada i Odyseja przewyższały Teogonię i Hymny homeryckie zarówno rozmiarem treści, jak i popularnością.

### Okres bogów

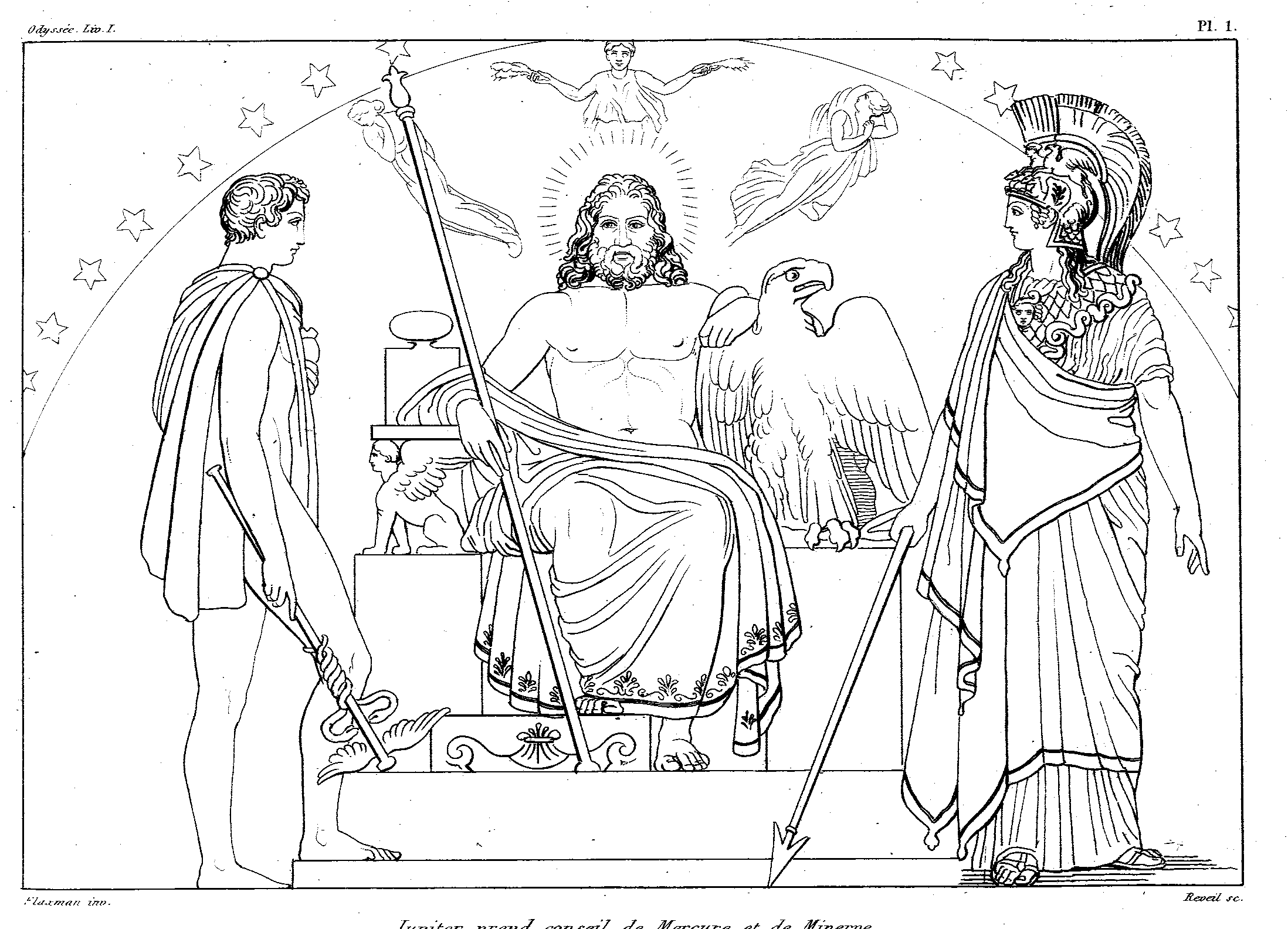
Bogowie olimpijscy – Hermes, Zeus i Atena

Podobnie jak inne sąsiadujące z nimi ludy, Grecy posiadali panteon bogów i bóstw, z których każdy odpowiadał za pewien aspekt rzeczywistości. Na przykład Afrodyta była boginią miłosnego pożądania, podczas gdy Ares był bogiem wojny, a Hades bogiem świata podziemnego. Niektóre bóstwa, jak Apollo czy Dionizos, miały bardzo skomplikowaną osobowość i pełniły wielorakie funkcje. Istniały również bóstwa przypisane do miejsc: bogowie rzek, nimfy opiekujące się źródłami i jaskiniami, a także bóstwa troszczące się o groby zmarłych herosów. Najpotężniejsi według Greków bogowie przypisywani byli do zasadniczych części wyobrażanego świata: Posejdon był władcą wód, Zeus jako król bogów rządził całym lądem i niebem, zaś Hades światem podziemnym (wszyscy trzej byli braćmi).
Oprócz tego istniały również setki innych bytów, których nie można zaliczyć do grona bogów ani herosów. Niektóre z nich istniały jedynie w świadomości lokalnych społeczności lub były czczone w określonych miejscach (np. Trofonios) albo podczas określonych uroczystości (np. Adonis). Wielkie publiczne miejsca kultu – świątynie, były poświęcane jedynie grupie najważniejszych bogów i na nich przede wszystkim skupiały się wierzenia świata helleńskiego. Jednakże wiele regionów i mniejszych miejscowości posiadało własne miejsca kultu lokalnych bóstw, nimf czy herosów. Również duże miasta oddawały cześć bogom z uwzględnieniem lokalnych tradycji.

#### Pierwsi bogowie
Mity odnoszące się do tego okresu opisują historię narodzin i konfliktów pierwszych bogów: Chaosu, Nyks (Nocy), Uranosa (Nieba), Gai (Ziemi), tytanów – bogów o imionach: Okeanos, Hyperion, Kojos, Krios, Japet (Japetos), Kronos, tytanid – bogiń o imionach: Teja, Rea, Temida, Mnemosyne, Fojbe (Febe), Tetyda (Tetys) oraz zwycięstwo Zeusa i bogów olimpijskich. Mity te stały się tematem Teogonii Hezjoda oraz wielu innych (obecnie zaginionych) poematów (również tych, których autorstwo przypisuje się Orfeuszowi, Muzajosowi, Epimenidesowi, Abarisowi i innym legendarnym poetom) wykorzystywanych podczas rytuałów oczyszczeń czy religijnych misteriów. Wiele z tych mitów dotrwało do naszych czasów dzięki cytatom w dziełach filozofów neoplatońskich oraz dzięki fragmentom zapisanym na zwojach papirusu.
Najwcześniejsi Grecy poezję teogoniczną oraz pieśni o narodzinach bogów pojmowali jako prototyp twórczości poetyckiej i przypisywali jej moc magiczną. Orfeusz, archetyp poety, był również archetypem śpiewaka teogonicznego, który w Argonautice używa pieśni do okiełznania morza i sztormu oraz porusza serca bogów świata podziemnego w czasie pobytu w Hadesie. Również Hermes, według homeryckiego Hymnu do Hermesa, zaraz po wynalezieniu liry śpiewa pieśń o narodzinach bogów.

#### Nowi bogowie
Inna grupa mitów przedstawia historię narodzin, wyczynów, kłótni i zatargów oraz panowania na Olimpie młodszej generacji bogów, do której zalicza się Apollina, Hermesa, Atenę, Afrodytę, Artemidę, Hefajstosa, Aresa. Żoną i siostrą Zeusa była Hera, braćmi Posejdon oraz Hades, siostrami były Demeter i Hestia. Reszta bogów była dziećmi Zeusa. Najstarszym źródłem tych mitów są Hymny homeryckie, często nawiązujące w swej treści do ośrodków kultu danego boga, np. Hymn do Apolla nawiązuje do mitu o narodzinach boga w Delos oraz innego mitu o założeniu wyroczni w Delfach. Z kolei Hymn do Demeter z opisem uprowadzenia Persefony przez Hadesa, opisuje wydarzenia, które stały się motywem przewodnim misteriów eleuzyjskich.

### Okres bogów i ludzi

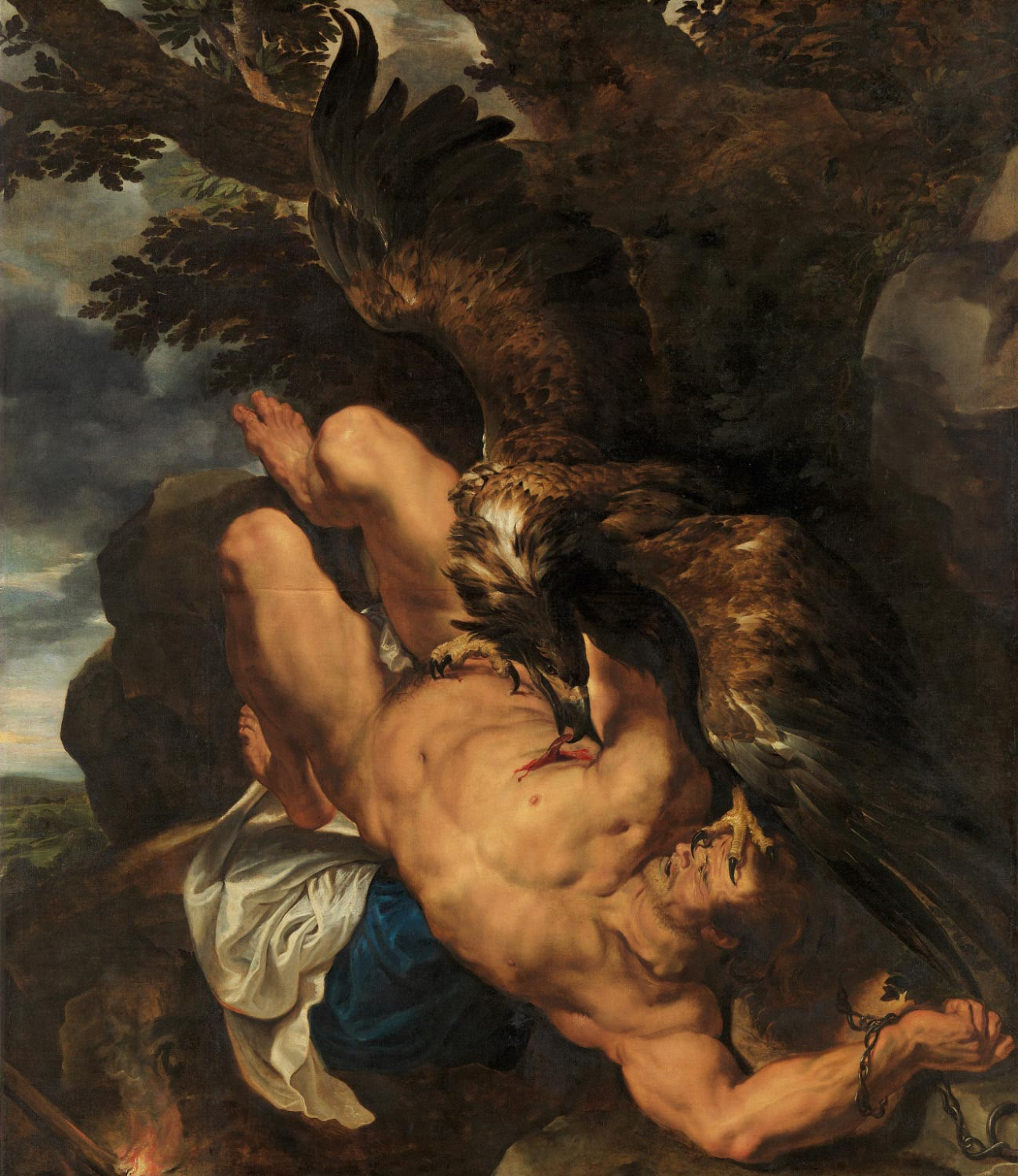
Prometeusz, dobroczyńca ludzkości, został skazany przez bogów na wieczne męczarnie – Rubens (1611–1612)

Okresem łączącym czasy, w których bogowie samotnie zamieszkiwali świat oraz okres, kiedy ich interwencja w sprawy ludzkie stała się ograniczona, jest epoka bliskiej koegzystencji bogów i ludzi.
Najbardziej popularnym typem opowiadań nawiązujących do tych czasów są mity opisujące uwodzenie śmiertelnych kobiet przez bogów (najczęściej Zeusa) skutkujące narodzinami herosów lub bogów. Nierzadko również boginie wiązały się ze śmiertelnikami wydając z takich związków potomków (np. w homeryckim Hymnie do Afrodyty opisano związek Afrodyty i Anchizesa, ojca Eneasza).
Kolejna grupa mitów opisuje okoliczności przyswojenia lub odkrycia ważnych zjawisk lub przedmiotów związanych z kulturą starożytnych Greków: wykradzenie bogom ognia przez Prometeusza, wykradzenie bogom przez Tantala ambrozji i nektaru i obdarowywanie nim swoich poddanych oraz ujawnienie przez niego boskich tajemnic, zapoczątkowanie składania ofiar bogom przez Prometeusza lub Likaona, nauczenie ludzi rolnictwa przez Demeter, zapoczątkowanie misteriów przez Triptolemosa, wynalezienie aulosu przez Marsjasza i jego uczestnictwo w muzycznych zawodach z Apollinem.
Jeszcze inne mity odnoszą się do Dionizosa – boga, którego kult przywędrował do Grecji z zewnątrz. Kultowi boga sprzeciwiali się królowie Likurg i Penteusz, zostali jednak przez niego surowo ukarani.

### Okres herosów

#### Pierwsi herosi
Wśród herosów najbardziej znany i poważany był Herakles, znany głównie z wykonania dwunastu prac. Jego bohaterskie czyny stały się tematem wielu lokalnych podań, jak i powszechnie znanych legend. Przez swoje obżarstwo i rubaszny charakter stał się tematem wielu komedii, jednocześnie w tragediach przedstawiano dramatyczne okoliczności jego śmierci.
Inni herosi tej generacji – Perseusz i Bellerofont, mieli wiele cech wspólnych z Heraklesem. Podobnie jak on, swoich nadludzkich czynów dokonywali samotnie, a zabicie Meduzy i Chimery, podobnie jak zabicie Hydry lernejskiej, ma cechy opisu baśniowego. Dokonania pierwszych herosów nie były popularnym tematem dzieł poetów – znane są dzięki opisom mitografów i późniejszym wzmiankom w utworach prozaików. Były one jednakże częstym tematem dzieł rzeźbiarzy i malarzy.

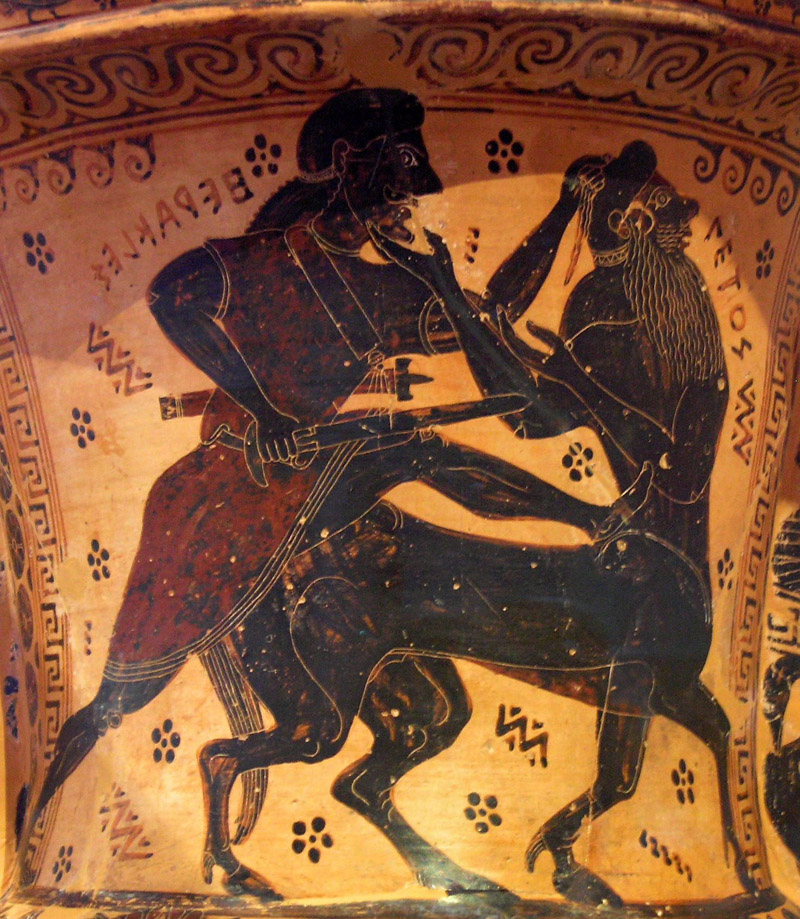
Nadludzkie czyny Heraklesa były popularnym motywem w sztuce starożytnej Grecji

#### Pokolenie Argonautów
Kolejne pokolenie herosów (wraz z Heraklesem) wzięło udział pod wodzą Jazona w wyprawie po złote runo. Oprócz Argonautów do tego pokolenia zalicza się również: heroinę Atalantę, Meleagra oraz Tezeusza, który wyruszył na Kretę, by zabić Minotaura.

#### Królewskie zbrodnie
Okres między wyprawą Argonautów a wojną trojańską uchodzi za czas przerażających zbrodni i morderstw, wśród których należy wymienić historię Atreusa i Tiestesa w Argos oraz Lajosa i Edypa w Tebach, która doprowadziła do splądrowania miasta podczas wyprawy siedmiu przeciw Tebom oraz późniejszej Epigonów. Mity z tego okresu były częstym tematem ateńskich tragedii.

#### Wojna trojańska i jej następstwa
Wojna trojańska stanowi punkt zwrotny, gdyż oznaczała przejście od epoki herosów (czasów mitycznych) do czasów uważanych przez Greków już za okres historyczny. Okres trojański w mitologii greckiej przebiega według scenariusza, w którym można wyodrębnić następujące etapy:
- zdarzenia prowadzące do wybuchu wojny: sąd Parysa, uprowadzenie Heleny, ofiarowanie Ifigenii w Aulidzie;

- zdarzenia opisane w Iliadzie, kłótnia Achillesa z Agamemnonem, śmierć Patroklosa i Hektora;

- fortel z użyciem konia trojańskiego i zniszczenie Troi;

- powrót bohaterów spod Troi, tułaczka Odysa, śmierć Agamemnona;

- dzieje potomków bohaterów trojańskich, m.in. Orestesa i Telemacha.

## Teorie o pochodzeniu mitów
Autorzy starożytni, np. Herodot, głosili teorię, że Grecy całość swoich wierzeń zapożyczyli od Egipcjan. Pisarze chrześcijańscy twierdzili z kolei, że helleńskie pogaństwo opierało się na Biblii w mocno zniekształconej formie. W XIX i XX w., w wyniku badań archeologów i lingwistów, poglądy na temat pochodzenia mitów greckich zostały zweryfikowane.

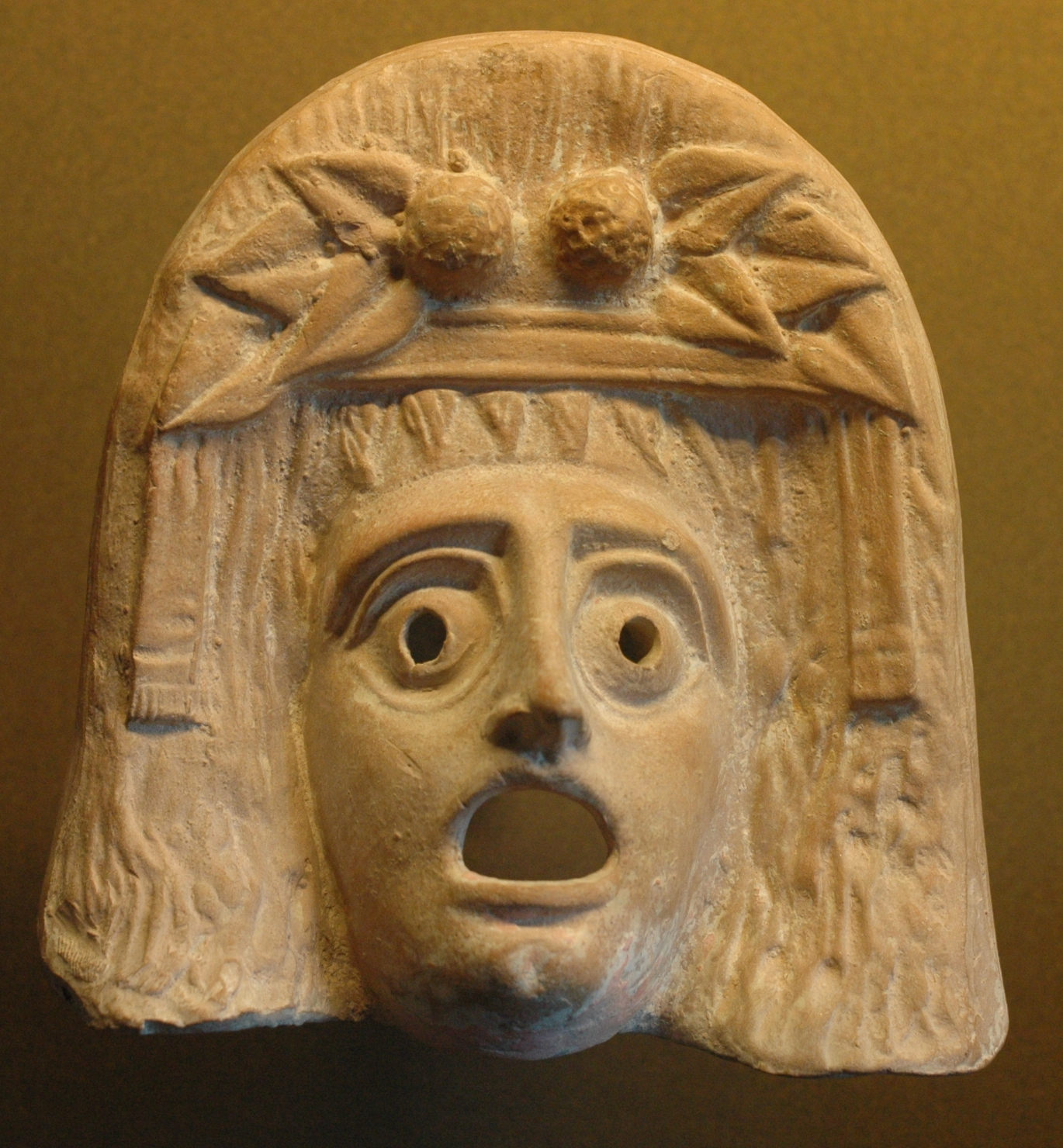
Kult Dionizosa przywędrował do Grecji prawdopodobnie z Tracji – terakotowa maska Dionizosa, I – II w. p.n.e.

Z jednej strony językoznawcy wskazują, że część bóstw, podobnie jak język grecki, wywodzi się od ludów indoeuropejskich. Grecki Zeus jest utożsamiany z łacińskim Jupiterem, sanskryckim Djausem, germańskim Tyrem, z kolei Uranos z sanskryckim Warunem. W innych przypadkach bliskie podobieństwo w charakterze i funkcjach poszczególnych bóstw wskazuje na wspólne pochodzenie, jednak brak lingwistycznych analogii nie pozwala tego jednoznacznie stwierdzić (np. Mojry i nordyckie Norny).
Z drugiej strony archeolodzy udowadniają, że duża część zapożyczeń ma swoje źródło w cywilizacjach Azji Mniejszej i Bliskiego Wschodu. Kybele jest doskonałym przykładem zapożyczenia z kultury Anatolii, zaś Afrodyta swoją rolę w greckim panteonie oraz wizerunek w ikonografii zawdzięcza bóstwom ludów semickich: Isztar i Astarte.
Badania materiałów źródłowych ujawniają wiele warstw, np. w wątku pobocznym mitu o dwunastu pracach Heraklesa występuje Tezeusz. Podobnie jak opowiadania odnoszące się do plemiennych eponimów, pokazują one proces wchłaniania mitologii jednej tradycji przez drugą oraz przenikania się różnych kultur.
Część naukowców, oprócz źródeł indoeuropejskich i bliskowschodnich, przypuszcza, że część zapożyczeń pochodzi z kultury i wierzeń wciąż słabo znanych ludów prehelleńskich: Minojczyków oraz Pelazgów. Teorie te wydają się zasadne szczególnie w odniesieniu do bóstw chtonicznych oraz bogiń matek. Inni naukowcy w trzech generacjach bogów wymienionych w Teogonii Hezjoda (Uranos, Gaja itd.; tytani; bogowie olimpijscy), dostrzegają odległe echo konfliktów między społeczeństwami trzech głównych kultur greckiej cywilizacji: Minojczykami, Mykeńczykami i Hellenami.
Znaczące podobieństwa pomiędzy utworem Hezjoda a mitologią Hurytów i ich bóstwami Anu, Kumarbi i Teszubem uprawdopodobniają tezę, że Teogonia jest raczej adaptacją mitów huryckich niż uporządkowanym opisem wydarzeń historycznych. Widoczne są również podobieństwa między generacją wczesnych bogów (Chaosem i jego potomstwem) i Tiamat, bohaterką eposu Enuma elisz.
Zwolennicy psychologii Junga (np. Karl Kerényi) są zdania, że źródłem mitów (jak i marzeń sennych) są uniwersalne archetypy. Pomimo że nie wszyscy zgadzają się z interpretacją mitów w oparciu o psychologię Carla Gustava Junga, jak czynią to Karl Kerényi czy Campbell, nie sposób jednak nie zgodzić się z poglądem, że mity wykazują podobieństwo do snów w dwóch aspektach: nie są spójne (przynajmniej w szczegółach) oraz, podobnie jak sen składający się z sekwencji wydarzeń, są często odbiciem chwilowego doświadczenia obecności bóstwa, rodzajem epifanii, które musi zostać przełożone na opowieść.

## Stosunek Greków do mitów
Mity odbierane były przez Greków jako coś realnego i rzeczywistego, jako część historii. Niewielu z nich powątpiewało w prawdziwość wojny trojańskiej opisanej w Iliadzie i Odysei. Grecy za pomocą mitów wyjaśniali i opisywali fenomeny natury, zróżnicowanie kultur, tradycyjnych wrogów i przyjaciół. Posiadanie w swoim rodowodzie przodka, który był herosem lub bogiem, stanowiło powód do dumy.

## Współczesne interpretacje
Do najbardziej znanych twórców współczesnej mitografii oraz hermeneutyki należą (nazwiska w porządku chronologicznym):
| - Thomas Bulfinch - Johann Jakob Bachofen - James George Frazer - Jane Ellen Harrison - Walter Burkert - Otto Rank - Carl Gustav Jung - Walter Otto - Edith Hamilton - Karl Kerényi - Robert Graves (Mity greckie, 1955) | - Claude Lévi-Strauss - Michael Grant - Joseph Campbell - Norman O. Brown - Timothy Gantz - Roberto Calasso - H.J. Rose - James Hillman - Vojtech Zamarovský - Nikos Chadzinikolau - Rick Riordan |

Wśród polskich twórców m.in.:
- Tadeusz Zieliński – filolog klasyczny, m.in. autor zbioru mitów greckich
- Jan Parandowski – autor zbioru mitów greckich
- Zbigniew Herbert – poeta wyróżniający się niekonwencjonalnym ujęciem postaci mitologicznych
- Zygmunt Kubiak – propagator kultury antycznej
- Wanda Markowska – autorka zbiorów mitów greckich
- Stanisław Srokowski – autor zbiorów mitów greckich